# J̌
Der Buchstabe ǰ ist ein Buchstabe des lateinischen Schriftsystems, bestehend aus einem J mit Hatschek. Nach ISO 9 ist das ǰ die Transliteration des kyrillischen Buchstaben Ј. Allerdings wird es auch in zahlreichen inoffiziellen Transliterationssystemen verwendet, so ist im abchasischen Alphabet das ǰ die Transliteration des Џ, in der klassischen mongolischen Schrift ist er die Transliteration des ᠵ, und im armenischen Alphabet die Transliteration des Ջ.

## Darstellung auf dem Computer
Unicode enthält das J mit Hatschek am Codepunkt U+01F0 (Kleinbuchstabe). Der Großbuchstabe J̌ ist nicht als vorgefertigtes Zeichen in Unicode enthalten und muss somit als U+004A U+030C kodiert werden.
In TeX kann man das ǰ mit den Befehlen \v J und \v\j bilden.